# 馬里昂 (密歇根州)
馬里昂（英語：Marion）是位於美國密歇根州奧西歐拉縣馬里昂鎮區的一個村。

## 人口
根據2020年美國人口普查的數據，馬里昂的面積為3.44平方千米，當中陸地面積為3.33平方千米，而水域面積為0.11平方千米。當地共有人口789人，而人口密度為每平方千米229人。